# Поліноміальна звідність
Будь-яка мова {\displaystyle L_{1}} називається звідною за Карпом до мови {\displaystyle L_{2}}, якщо існує функція {\displaystyle F\colon \Sigma ^{*}\mapsto \Sigma ^{*}}, обчислювана за поліноміальний час, де F(x) належить {\displaystyle L_{2}} в тому випадку, якщо x належить {\displaystyle L_{1}}. Мова називається NP-складною, якщо до неї зводиться будь-яка мова класу NP, і називається NP-повною, якщо вона NP-складна і сама зводиться до класу NP. Якщо буде алгоритм, що розв'язує NP-повну задачу за поліноміальний час, тоді всі NP-задачі належать до класу P.
Розглянемо дві мови {\displaystyle L_{1}} і {\displaystyle L_{2}} над алфавітами {\displaystyle \Sigma } і {\displaystyle \Gamma }. Зведення {\displaystyle L_{1}} до {\displaystyle L_{2}} за Карпом — це функція {\displaystyle f\colon \Sigma ^{*}\mapsto \Gamma ^{*}}, обчислювана за поліноміальний час, така, що {\displaystyle \forall x(x\in L_{1}\Leftrightarrow f(x)\in L_{2})}. Таким чином, неформально мова {\displaystyle L_{1}} «не складніше» від мови {\displaystyle L_{2}}.
Якщо така функція {\displaystyle f} існує, кажуть, що {\displaystyle L_{1}} звідна за Карпом до {\displaystyle L_{2}} і пишуть
{\displaystyle L_{1}\leqslant _{K}L_{2}.}
Відзначимо, що зведення за Карпом є окремим випадком зведення за Куком. У англомовних джерелах також можна зустріти назву many-one reduction.
Клас мов PSPACE — множина мов, допустимих детермінованою машиною Тюрінга з поліноміальним обмеженням простору.
Клас мов NPSPACE — множина мов, допустимих недетермінованою машиною Тюрінга з поліноміальним обмеженням простору.

## Транзитивність
Головною властивістю зведення за Карпом є транзитивність. Якщо уявити мови у вигляді символів, то можна розглядати як математичну операцію: Α>Β, Β>Ε → Α>Ε.